# Julián Plaza
Julián Plaza (General Manuel Campos, provincia de La Pampa, Argentina, 9 de julio de 1928 – Buenos Aires, ídem, 19 de abril de 2003) fue un músico que se ha dedicado al género del tango como compositor, director de orquesta, pianista, bandoneonista y arreglista.
Julián Plaza vivió como músico en constante búsqueda. Luego de iniciarse profesionalmente en la famosa década del cuarenta, pasó a ser figura de punta en la generación del cincuenta y cinco, junto a Osvaldo Berlinghieri, Leopoldo Federico, Osvaldo Requena, Atilio Stampone  y otros más. Esa posición vanguardista nunca lo alejó de las genuinas raíces del tango y supo  conservar la auténtica carnadura popular y ciudadana del tango. Solvente ejecutante tanto del bandoneón como del piano, compositor de clásicos instrumentales como "Danzarín", "Melancólico", "Nocturna" o "Locos de contento" y eximio arreglista, tiene un lugar relevante en la historia del tango.

## Actividad como ejecutante
Aprendió música con su padre, que tocaba el bandoneón gracias a un curso por correspondencia. A los 11 años, cuando la familia se mudó a Buenos Aires, comenzó a estudiar con Félix Lipesker, y al integrarse a orquestas infantiles fue aprendiendo la labor de conjunto.
Debutó como bandoneonista de la orquesta de Edgardo Donato en Buenos Aires a los 15 años. Más adelante tocó con la orquesta de Antonio Rodio, formó parte de una gira de Eduardo Bianco por países de Europa y de Medio Oriente, e integró el conjunto de Miguel Caló desde 1949, en tanto simultáneamente formó con Alfredo Marcucci, Ernesto Franco y Atilio Corral un cuarteto de bandoneones a capela.
Durante 1959, se incorporó como bandoneonista a la orquesta de Osvaldo Pugliese. Con este conjunto, en el que participó ese año en una inmensa gira por Rusia y China, permaneció 10 años y egresó con otros compañeros para fundar el Sexteto Tango, conformado junto a Osvaldo Ruggiero y Víctor Lavallén (bandoneones), Emilio Balcarce y Oscar Herrero (violines) y Alcides Rossi (contrabajo). 
Como en el nuevo conjunto había ya dos bandoneonistas, ocupó la plaza de pianista pues dominaba también este instrumento. Con esta agrupación, cuya música tenía el sello de Pugliese, grabaron en el sello RCA Victor. El Sexteto Tango inició una larga trayectoria, pero Plaza se alejó de él en 1992 para formar y dirigir su propio conjunto.

## Su labor en los arreglos musicales
Después del compositor pero antes del ejecutante, se encuentra el arreglista o arreglador, que le imprime su propio sello a la obra antes de que sea ejecutada, y en esa tarea tuvo Plaza una especial relevancia. Al comienzo de su carrera en la década de 1950 –contaba Plaza- observó la claridad de los arreglos realizados por Héctor Stamponi y Astor Piazzolla. Su primer arreglo - la milonga Dominguera- lo escribió para Miguel Caló en 1950.
Plaza tenía la capacidad de adaptarse en su función de arreglista al estilo de orquestas tan distintas como las de Pichuco y Pugliese. Para Troilo arregló, entre otras, ocho piezas propias. Su versión de La mariposa (de Pedro Maffia) para la orquesta de Pugliese, es un ejemplo evidente del modo en que un arreglo puede iluminar un tango. Gracias al mismo aparecen allí  la típica Yumba, junto a la articulación bien en staccato de las frases, con más los cambios bruscos de dinámica y orquestación que luego fueron el sello distintivo del Sexteto Tango. Lo cierto es que son trascendentes los arreglos de Plaza en buena parte de los temas registrados en Aníbal Troilo for export, editado por RCA, o en la Colección Osvaldo Pugliese, de EMI.
Otros de sus trabajos fueron para Atilio Stampone, Leopoldo Federico, Osvaldo Piro, José Colángelo y mucho para el Sexteto Tango. También hizo arreglos estándar en la Editorial Korn.

## El compositor
La producción de tangos y milongas de Plaza tiene virtudes poco corrientes. Si bien influenciado por Astor Piazzolla, Plaza forjó un nítido camino propio y se ubicó entre los grandes nombres del tango, muestra de lo cual son piezas como "Danzarín", "Sensiblero", "Melancólico", "Nostálgico" y "Disonante" que fijan una inconfundible marca de estilo. Plaza también contribuyó al enriquecimiento de la milonga, con la calidad de un moderno Sebastián Piana, con obras con distinto estilo como "Dominguera" (ciudadana), "Payadora" (criolla), "Nocturna" (ciudadana) y "Morena" (milonga candombe).

## Autor, arreglador y ejecutante
Las obras de autoría de Plaza han sido registrados por importantes orquestas y por el propio autor en discos como Julián Plaza x Julián Plaza, que editó el sello EPSA en 1994, en su CD en vivo durante la gira de Japón 1996 y en dos CD de RCA del Sexteto Tango.
En el LP recordando a Homero Manzi, Plaza tuvo a su cargo los arreglos y el acompañamiento de Susana Rinaldi con un conjunto en que, entre otros, participaban Osvaldo Berlingheri, Ernesto Baffa y Fernando Suárez Paz.

## Cine
Con su  orquesta y con arreglos también propios, aportó la música en películas argentinas como La tregua, (1974), Solamente ella (1975), Sentimental (Requiem para un amigo) (1980) y Chau, papá (1987).
Fue directivo de Sadaic y recibió el premio ACE de Oro, en 1997.

## Legado
Mientras crecía la influencia de la música de Astor Piazzolla, Julián  Plaza fue capaz de crear un estilo personal (centrado en su particular interés por la milonga) que lo trasciende. Una muestra de ello es que  músicos jóvenes pero ya consolidados como el violinista Ramiro Gallo, el bandoneonista Horacio Romo, el pianista Diego Schissi o el contrabajista Ignacio Varchausky compartieron escenarios con Plaza en Buenos Aires y París y grabaron el CD De contrapunto, editado 2000 por el gobierno de la Ciudad de Buenos Aires y EPSA con sus arreglos de Sentimental y canyengue en estilo "Federico" y el Danzarín troileano.
Julián Plaza siguió escribiendo hasta que la enfermedad que lo aquejaba se lo permitió y falleció en Buenos Aires el 19 de abril de 2003.

## Obras registradas
Las obras registradas a su nombre en Sadaic son:
- A lo moderno
- Adiós al hermano
- Apuesto por la vida (1986) en colaboración con Ismael Héctor Varela
- Buenos Aires en tango
- Buenos Aires París (1986)
- Buenos Aires Tokyo
- Color tango (1967)
- Criollito (1962)
- Cuanta angustia (1957) en colaboración con Manuel Barros
- Danzarín (1958)
- Disonante (1964)
- Dominguera (1953)
- Expresivo (1973)
- Futura
- Gotán
- Instrumental (1975)
- Juguetón
- Locos de contento (1993)
- Melancólica (1962)
- Melancólico (1960)
- Milonga de marfil negro (1977) en colaboración con Jorge Luis Borges
- Milongueada (1967)
- Milongueando (1967)
- Milontango (1970)
- Morena (1964)
- Nocturna o Nocturno (1969)
- Nostálgico (1962)
- Paseandera
- Payadora (1966)
- Recordando a Pichuco (1987)
- Sensiblero (1955)
- Sentimental Buenos Aires (1982)
- Solemne (1973)
- Tango setenta
- Temperamental (1973)
- Trasnoche (1969)
- La tregua
- Un domingo con Laura (1974)

## Filmografía
Intérprete
- Si sos brujo: una historia de tango (2005)

Música
- Gotán (cortometraje) (1965)
- La tregua (1974)
- Solamente ella (1975)
- Sentimental (Requiem para un amigo) (1980)
- Chau, papá (1987)